# Libnotes praetor
Libnotes praetor är en tvåvingeart som först beskrevs av Alexander 1945.  Libnotes praetor ingår i släktet Libnotes och familjen småharkrankar.
Artens utbredningsområde är Zimbabwe. Inga underarter finns listade i Catalogue of Life.